# George Young (politicus)
George Samuel Knatchbull Young, Baronet Young, Baron Young van Cookham (Oxford, South East England, 16 juli 1941) is een Brits politicus van de Conservative Party. Hij is lid van het Hogerhuis sinds 2015.
Young was tussen 1979 en 2014 bewindspersoon in de kabinetten Margaret Thatcher (1979–1986), John Major (1990–1997) en Cameron I (2010–2014). Geboren in een adellijke familie, na het overlijden van zijn vader erfde hij de titel van Baronet Young in 1960 waarbij hij ook tot ridder werd geslagen met het ere-predicaat van Sir. In 2012 werd hij benoemd in de Orde van de Eregezellen. Op 12 oktober 2015 werd Young benoemd als baron Young van Cookham en werd lid van het Hogerhuis.
Chief Whip van het Lagerhuis (2012–2014): In 2012 werd George Young benoemd tot Chief Whip van het Lagerhuis. In deze functie was hij verantwoordelijk voor het handhaven van de partijdiscipline en het coördineren van stemmingen binnen de Conservative Party. Hij speelde een rol in het zorgen voor de steun van partijleden bij belangrijke wetgevingsvoorstellen en het toezien op de naleving van de partijlijnen tijdens parlementaire debatten.
- Biblioteca Nacional de España: XX1737885
- International Standard Name Identifier: 0000 0000 5941 0478
- Library of Congress Control Number: no96058023
- Virtual International Authority File: 9442225
- WorldCat: E39PBJkMJQxR6cwcdw4xqRMkjC